# 252. strelska divizija (ZSSR)
252. strelska divizija (izvirno rusko 252. стрелковая дивизия; kratica 252. SD) je bila strelska divizija Rdeče armade v času druge svetovne vojne.

## Zgodovina
Divizija je bila ustanovljena julija 1941 v Serpuhovu in bila uničena maja 1942. Ponovno je bila ustanovljena avgusta 1942.